# Enallagma ambiguum
Enallagma ambiguum – gatunek ważki z rodziny łątkowatych (Coenagrionidae). Opisał go Longinos Navás w 1936 roku. Jako miejsce typowe autor wskazał Kuling w Chinach.